# Saison 3 de Psych : Enquêteur malgré lui
Chronologie
Saison 2 Saison 4
La troisième saison de Psych : Enquêteur malgré lui (Psych), série télévisée américaine, est constituée de seize épisodes diffusée du 18 juillet 2008 au 20 février 2009 sur USA Network, aux États-Unis.

## Synopsis
Shawn Spencer, un jeune homme drôle et surtout futé, a développé durant son enfance un talent pour remarquer les moindres détails grâce à l'enseignement de Henry Spencer, son père, ancien policier.
C'est ainsi qu'en grandissant, lorsqu'il est confronté à la dure réalité de l'emploi, ne parvenant pas à en trouver un qui lui plaise, il passe le plus clair de son temps à en changer et à donner des « tuyaux » aux inspecteurs de police par l'intermédiaire d'appels téléphoniques anonymes. À partir de là s'ensuit un énorme quiproquo : à la suite des nombreux « tuyaux » qu'il fournit aux inspecteurs, ces derniers commencent à le suspecter de perpétrer lui-même ces crimes. N'ayant pas d'autre solution pour se sortir de cette situation, il se justifie en prétendant posséder des pouvoirs psychiques de médium. Curieusement, les policiers qui refusaient de croire au don d'observation de Shawn, admettent assez facilement son « don médiumnique ».
Shawn aidera désormais la police dans ses enquêtes, avec les inspecteurs Carlton Lassiter, Juliet O'Hara et le chef Karen Vick qui fait appel à lui lorsque certaines affaires s'avèrent insolubles ou pas assez importantes pour que la police s'en occupe, selon le cas.
Shawn embarque son meilleur ami d'enfance, Burton « Gus » Guster, pour créer l'agence « Psych ». Ils vont alors tenter de résoudre chaque affaire en utilisant ses dons d'observation, camouflés en visions envoyées par des esprits. Gus est moins téméraire que Shawn et tous les deux se disputent souvent pour des détails pour le meilleur comme pour le pire…

## Distribution

### Acteurs principaux
- James Roday (VF : Guillaume Lebon) : Shawn Spencer
- Dulé Hill (VF : Lucien Jean-Baptiste) : Burton « Gus » Guster
- Timothy Omundson (VF : Gabriel Le Doze) : lieutenant chef Carlton Lassiter
- Maggie Lawson (VF : Laura Blanc) : lieutenant Juliet O'Hara
- Kirsten Nelson (VF : Véronique Augereau) : chef Karen Vick
- Corbin Bernsen (VF : Philippe Peythieu) : Henry Spencer, le père de Shawn

### Acteurs récurrents
- Liam James (VF : Valentin Maupin) : Shawn Spencer (enfant)
- Carlos McCullers (VF : Alexandre Nguyen) : Burton « Gus » Guster (enfant)
- Sage Brocklebank (VF : Sébastien Finck) : officier Buzz McNab
- Cybill Shepherd (VF : Annie Sinigalia) : Madeleine Spencer, mère de Shawn
- Rachael Leigh Cook (VF : Philippa Roche) : Abigail Lytar, ex-petite amie au lycée de Shawn et actuelle lors de la troisième saison

### Invités
- Steven Weber (VF : Arnaud Arbessier) : Jack Spencer, oncle de Shawn (épisode 4)
- Ted Lange : Pookie (épisode 5)
- Alan Ruck (VF : Laurent Morteau) : Phil Stubbins, l'homme armé (épisode 8)
- Gary Cole (VF : Jean-Luc Kayser) : Cameron Luntz, négociateur en chef (épisode 8)
- Phylicia Rashad (VF : Marie Lenoir) : Winnie Guster (épisode 9)
- Keith David : William Guster #2 (épisode 9)
- Faune A. Chambers (VF : Vanina Pradier) : Joy Guster, la sœur de Gus (épisode 10)
- Jimmi Simpson (VF : Thierry Wermuth) : Mary Lightly, psychologue de la police spécialisé sur l'historique du serial killer Mr Yang (épisode 16)
- Ally Sheedy (VF : Ivana Coppola) : Mr Yang (épisode 16)

## Liste des épisodes

### Épisode 1:Chasse aux fantômes
- États-Unis : 18 juillet 2008 sur USA Network
- Suisse : 21 novembre 2009 sur TSR2
- Québec : 2 mars 2010 sur Mystère
- France : 10 mars 2010 sur 13e rue
- Belgique : 28 mai 2011 sur RTL-TVI[1]

- États-Unis : 4,89 millions de téléspectateurs[2] (première diffusion)

- Todd Stashwick (Frankjim Ogletree)
- Christopher McDonald (Haversham)
- Debbie Timuss (Bianca)
- Cybill Shepherd (VF : Annie Sinigalia) : Madeleine Spencer, mère de Shawn
- Natasha Peck (petite amie de Shawn)

### Épisode 2:La Folle Soirée de Shawn
- États-Unis : 25 juillet 2008 sur USA Network
- Suisse : 21 novembre 2009 sur TSR2
- Québec : 9 mars 2010 sur Mystère
- France : 10 mars 2010 sur 13e rue
- Belgique : 4 juin 2011 sur RTL-TVI[1]

- États-Unis : 4,84 millions de téléspectateurs[3] (première diffusion)

- Ben Ayres (Howie Tolkin)
- Janet Varney (Mindy Howland)
- Rachael Leigh Cook (Abigail Lytar)
- Serinda Swan (Eileen Mazwell)

- Shawn fait référence à plusieurs reprises aux teen movies de John Hughes, citant Breakfast Club, Seize Bougies pour Sam et La Folle Journée de Ferris Bueller.

### Épisode 3:Le médium qui tombe à pic
- États-Unis : 1er août 2008 sur USA Network
- Suisse : 28 novembre 2009 sur TSR2
- France : 10 mars 2010 sur 13e rue
- Québec : 16 mars 2010 sur Mystère
- Belgique : 11 juin 2011 sur RTL-TVI[1]

- États-Unis : 4,29 millions de téléspectateurs[4] (première diffusion)

- Bill Mondy (Manny Robertson)
- Brian Gross (Lewis)
- Jeff Fahey (Dutch the Clutch)
- Mercedes McNab (Viki Jenkins)

### Épisode 4:La Chasse au trésor
- États-Unis : 8 août 2008 sur USA Network
- Suisse : 28 novembre 2009 sur TSR2
- France : 17 mars 2010 sur 13e rue
- Québec : 23 mars 2010 sur Mystère
- Belgique : 18 juin 2011 sur RTL-TVI[1]

- États-Unis : 3,4 millions de téléspectateurs[5] (première diffusion)

- Steven Weber (Jack Spencer)
- Jennifer Mawhinney (Miss Kean)

### Épisode 5:Henry les bons tuyaux
- États-Unis : 15 août 2008 sur USA Network
- Suisse : 5 décembre 2009 sur TSR2
- France : 17 mars 2010 sur 13e rue
- Québec : 30 mars 2010 sur Mystère
- Belgique : 25 juin 2011 sur RTL-TVI[1]

- États-Unis : 3,66 millions de téléspectateurs[6] (première diffusion)

- Jordan Baker (Melanie Ford)
- Ted Lange (Pookie)
- James Kidnie (Pawn Shop Owner)
- Jere Burns (Derek Ford)
- Roger Currie (Dr Richard Colbert)

### Épisode 6:Au pays de l'or noir
- États-Unis : 22 août 2008 sur USA Network
- Suisse : 5 décembre 2009 sur TSR2
- France : 17 mars 2010 sur 13e rue
- Québec : 6 avril 2010 sur Mystère
- Belgique : 9 juillet 2011 sur RTL-TVI[1]

- États-Unis : 3,96 millions de téléspectateurs[7] (première diffusion)

- Jane Lynch (Barbara Dunbar)
- Kelly Overton (Ashley Bamford)
- Barry Corbin (Billy Joe Bamford)
- Steve Makaj (inspecteur Hicks)
- Dalias Blake (ouvrier 1)
- Jackie Blackmore (ouvrier 2)
- Michael Antonakos (ouvrier 3)

### Épisode 7:Comme sur des roulettes
- États-Unis : 5 septembre 2008 sur USA Network
- Suisse : 6 février 2010 sur TSR2
- France : 24 mars 2010 sur 13e rue
- Québec : 13 avril 2010 sur Mystère
- Belgique : 16 juillet 2011 sur RTL-TVI[1]

- États-Unis : 4,23 millions de téléspectateurs[8] (première diffusion)

- Mickie James (Rita « Leathal Weapon » Westwood)

### Épisode 9:Noël au balcon, tout le monde en prison
- États-Unis : 28 novembre 2008 sur USA Network
- Suisse : 20 février 2010 sur TSR2
- France : 31 mars 2010 sur 13e rue
- Québec : 27 avril 2010 sur Mystère
- Belgique : 30 juillet 2011 sur RTL-TVI[1]

- États-Unis : 3,71 millions de téléspectateurs[10] (première diffusion)

- Phylicia Rashad (Winnie Guster)
- Keith David (William Guster)
- Faune A. Chambers (Joy Guster)

- Cet épisode a été diffusé au moment de l'approche des fêtes de Noël.

### Épisode 10:Six pieds sous la mer
- États-Unis : 9 janvier 2009 sur USA Network
- Suisse : 20 février 2010 sur TSR2
- France : 31 mars 2010 sur 13e rue
- Québec : 4 mai 2010 sur Mystère
- Belgique : 3 septembre 2011 sur RTL-TVI[1]

- États-Unis : 4,14 millions de téléspectateurs[11] (première diffusion)

- Ted McGinley (Randy Labayda)
- Brooke D'Orsay (April MacArthur)
- Jamie McShane (Roger)

### Épisode 11:Sale temps pour Lassiter
- États-Unis : 16 janvier 2009 sur USA Network
- Suisse : 27 février 2010 sur TSR2
- France : 7 avril 2010 sur 13e rue
- Québec : 11 mai 2010 sur Mystère
- Belgique : 10 septembre 2011 sur RTL-TVI[1]

- États-Unis : 3,65 millions de téléspectateurs[12] (première diffusion)

- Benjamin King (Drimmer)
- Kwesi Ameyaw (l'inspecteur Ocampo)
- Jim Thorburn (agent Whieldon)

### Épisode 12:Au feu le médium!
- États-Unis : 23 janvier 2009 sur USA Network
- Suisse : 27 février 2010 sur TSR2
- France : 7 avril 2010 sur 13e rue
- Québec : 18 mai 2010 sur Mystère
- Belgique : 17 septembre 2011 sur RTL-TVI[1]

- États-Unis : 3,83 millions de téléspectateurs[13] (première diffusion)

- Milena Govich (Morgan Conrad)
- Bruce McGill (le chef des pompiers Dan Trombly)
- Richard Riehle (Army Johnson)

### Épisode 13:L'Enfer du vendredi
- États-Unis : 30 janvier 2009 sur USA Network
- Suisse : 13 mars 2010 sur TSR2
- France : 14 avril 2010 sur 13e rue
- Québec : 25 mai 2010 sur Mystère
- Belgique : 7 janvier 2012 sur RTL-TVI[1]

- États-Unis : 4,32 millions de téléspectateurs[14] (première diffusion)

- Mykelti Williamson (l'entraîneur Sammy Winslow)
- Christopher Wiehl (Matt Tompkins)

### Épisode 14:Plus menteur, tu meurs
- États-Unis : 6 février 2009 sur USA Network
- Suisse : 20 mars 2010 sur TSR2
- France : 14 avril 2010 sur 13e rue
- Québec : 1er juin 2010 sur Mystère
- Belgique : 14 janvier 2012 sur RTL-TVI[1]

- États-Unis : 4,46 millions de téléspectateurs[15] (première diffusion)

- Jonathan Silverman (Ryan)

### Épisode 15:Mardi 17, le retour de Jason
- États-Unis : 13 février 2009 sur USA Network
- Suisse : non-diffusé sur TSR2
- France : 21 avril 2010 sur 13e rue
- Québec : 8 juin 2010 sur Mystère
- Belgique : 21 janvier 2012 sur RTL-TVI[1]

- États-Unis : 4,27 millions de téléspectateurs[16] (première diffusion)

- MacKenzie Astin (Jason Cunningham)
- Justine Bateman (Victoria)
- Elden Henson (Clive)
- Sonja Bennett (Annie)
- Shawn Roberts (Billy)
- Luisa D'Oliveira (Sissy)

### Épisode 16:Une soirée avecMrYang
- États-Unis : 20 février 2009 sur USA Network
- Suisse : 3 avril 2010 sur TSR2
- France : 21 avril 2010 sur 13e rue
- Québec : 15 juin 2010 sur Mystère
- Belgique : 28 janvier 2012 sur RTL-TVI[1]

- États-Unis : 4,83 millions de téléspectateurs[17] (première diffusion)

- Ally Sheedy (Mr Yang)
- Jimmi Simpson (Mary Lightly)